# 多角三棱角箱魨
多角三棱角箱魨為輻鰭魚綱魨形目鱗魨亞目箱魨科的其中一種，為熱帶海水魚，分布於西大西洋區，從美國紐澤西州至巴西海域，棲息深度3-80公尺，體長可達50公分，棲息於水質清澈的珊瑚礁，以海綿、甲殼類等為食，生活習性不明，可作為食用魚及觀賞魚，有雪卡魚毒的紀錄。